# Тиран-крихітка юнгаський
Тиран-крихітка юнгаський (Phyllomyias weedeni) — вид горобцеподібних птахів родини тиранових (Tyrannidae). Мешкає в Перу і Болівії. Вид був вперше відкритий на початку 1990-х років і науково описаний у 2008 році.

## Поширення і екологія
Юнгаські тирани-крихітки поширені в Андах на південному сході Перу (схід Пуно) та на північному заході Болівії (від Ла-Паса до Кочабамби). Вони живуть в кронах вологих гірських тропічних лісів в юнзі, та на плантаціях. Хустрічаються парами, на висоті від 700 до 1200 м над рівнем моря.

## Збереження
МСОП класифікує цей вид як вразливий. За оцінками дослідників, популяція юнгаських тиранів-крихіток становить від 3500 до 15000 птахів. Їм загрожіє знищення природного середовища.